# Acto de graduación

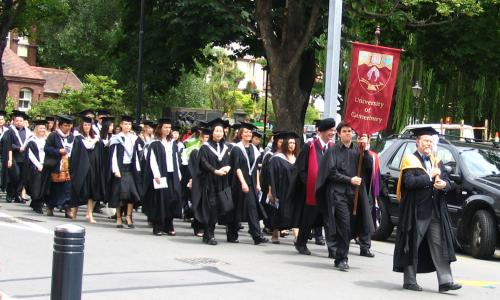
Universidad de Canterbury.

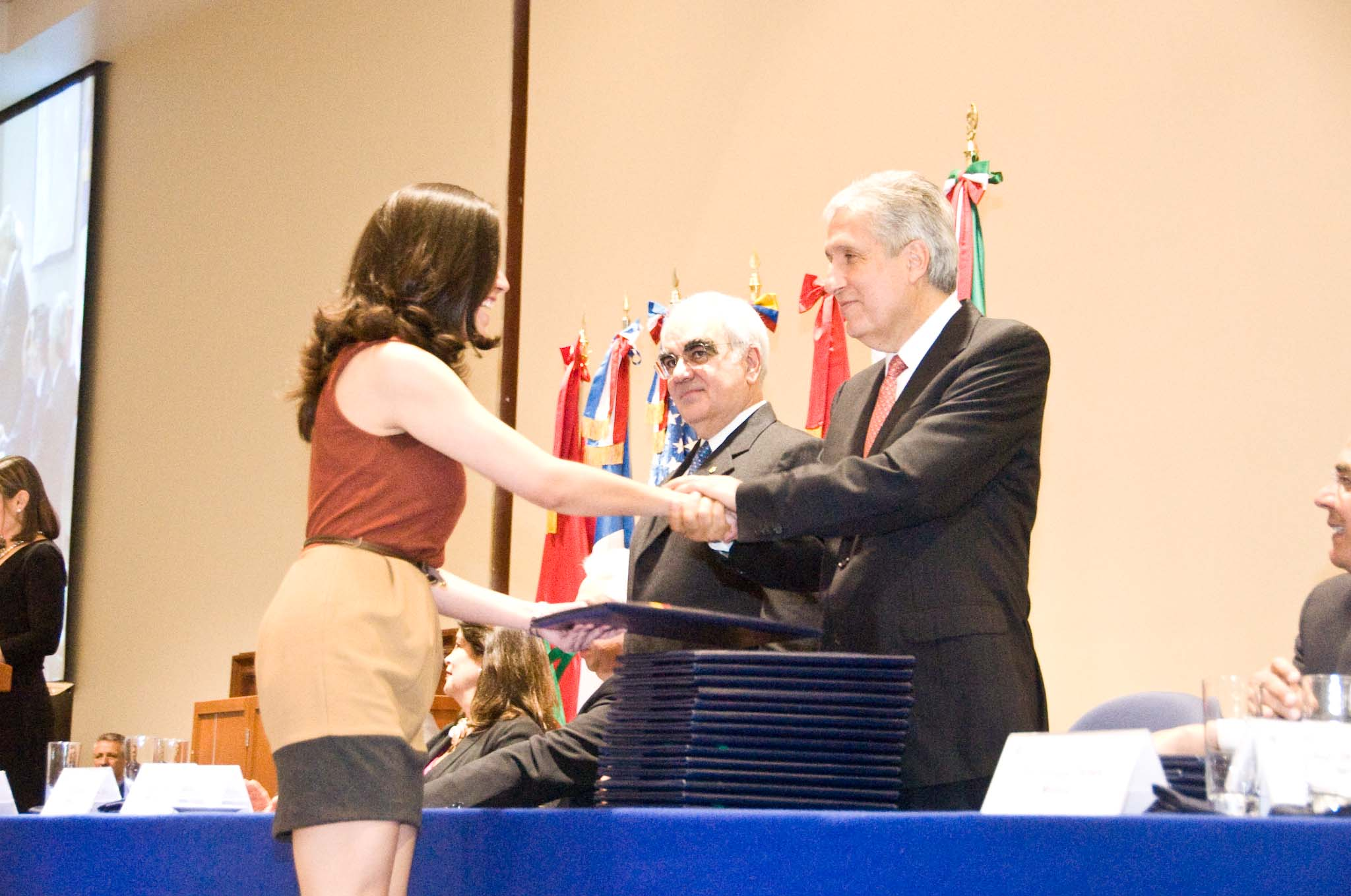
Tec CCM (México).

Un acto de graduación es la ceremonia oficial que clausura el curso escolar o universitario y sirve de reconocimiento a los estudiantes que, a lo largo de él, han completado los requisitos académicos de un plan de estudios (habitualmente una licenciatura o un grado académico) y, por lo tanto, se han hecho merecedores del título académico que otorgue la institución de enseñanza donde lo han desarrollado (propiamente, una universidad, independientemente de su origen en la universidad medieval europea, tales ceremonias, y los festejos asociados a ellas (baile de graduación o fiesta de graduación), se han convertido en un tópico de la cultura popular estadounidense, donde antropológicamente cumple la función de un rito de paso, difundido extensivamente en películas y series de televisión (incluso remarcando sus aspectos ridículos - Prom- o problemáticos -Carrie-). 
El acto cuenta con la presencia de las autoridades académicas y por lo general está presidido por el rector o director, que puede invitar a una personalidad relevante de la vida social y cultural a fin de que actúe de padrino de la promoción y pronuncie un discurso .
En la tradición anglosajona, el estudiante que ha obtenido la segunda mejor calificación (salutatorian) da un discurso inicial o saludo (salutatio) y el estudiante que ha obtenido la mejor calificación (valedictorian) da el discurso final o despedida (valedicto).
Como música para la ocasión puede emplearse el himno universitario Gaudeamus igitur, aunque en Estados Unidos el recurso a Pompa y circunstancia como marcha procesional es tan frecuente que se le conoce como "himno de graduación" (desde el 28 de junio de 1905, cuando Edward Elgar recibió el doctorado honoris causa por Yale).
Es muy usual que los asistentes vistan la tradicional indumentaria académica.
Por otro lado en países como Argentina y Uruguay, suele darse un ritual burlesco luego de la graduación. Se trata de una celebración espontánea e improvisada donde cientos de egresados y sus familiares se concentran para beber alcohol y rociarse con bebidas alcohólicas,huevos crudos, harina y otros alimentos como si de un carnaval se tratase, siendo los propios egresados las víctimas de estos actos burlescos. 
Dadas las características desorganizadas de esta fiesta, lo más común es que se realice al aire libre y en la vía pública, ya sea en las inmediaciones del centro de estudios o en otro lugar acordado y dentro de los límites mínimos de lo permitido.
La naturaleza semi anárquica de este tipo de celebración es lindera al desorden público y suele conllevar las quejas y críticas de comerciantes, vecinos y autoridades, molestos por el alboroto, la perturbación del orden y la suciedad del espacio público.